# Vetluga (fiume)
La Vetluga (in russo Ветлуга?; in lingua mari Вÿтла, Vütla) è un fiume della Russia europea centrale, affluente di sinistra del Volga.

## Descrizione
Nasce nella parte occidentale dell'oblast' di Kirov, dal versante meridionale degli Uvali settentrionali e si dirige verso nord-est, curvando quasi subito verso ovest e successivamente verso sud; dopo aver descritto un paio di grosse anse, mantenendo direzione mediamente meridionale e attraversando i territori degli oblast' di Kostroma e Nižnij Novgorod, confluisce nel bacino di Čeboksary sul Volga (a 2 029 km dalla foce) nei pressi della cittadina di Koz'modem'jansk, nella Repubblica dei Mari.
Il fiume tocca nel suo corso le cittadine di Šar'ja, Vetluga, Vetlužskij, Voskresenskoe; fra gli affluenti, i principali sono la Neja, la Bol'šaja Kakša e la Usta da sinistra, la Vochma e la Ljunda da destra.
Il fiume, analogamente a quasi tutti i fiumi russi, soffre di lunghi periodi di gelo (novembre/dicembre-marzo/aprile); negli altri mesi, è navigabile dalla foce verso monte per circa 700 km, fino alla confluenza della Vochma.